# Гайдар
Гайдар (на румънски: Gaidar) е село в Чадърлунгски район на Гагаузия, южна Молдова. Населението му е 4038 души (2014 г.).
Разположено е на 60 m надморска височина в Черноморската низина, на 14 km западно от границата с Украйна и на 23 km южно от град Комрат. Селото е основано от гагаузки преселници от Балканите.